# John Coward
|  | Sammenskrivningsforslag Artiklerne British Airways Flight 38, John Coward er foreslået sammenskrevet. (Siden januar 2018) Diskutér forslaget |

John Coward (født 1966 eller 1967) er en britisk pilot, bedst kendt som pilot for British Airways flight 38 (Callsign: Speedbird 38), som 17. januar 2008 nødlandede ved Londons Heathrow Lufthavn. Efter uheldet vendte John Coward tilbage som pilot hos British Airways, hvor han stadig arbejder.